# 全国高等学校野球選手権長野大会
全国高等学校野球選手権長野大会（ぜんこくこうとうがっこうやきゅうせんしゅけんながのたいかい）は、長野県で開催されている全国高等学校野球選手権大会（夏の甲子園）の地方大会。
なお、長野県代表が全国大会に出場するには、第2回・第3回は北陸大会、第4回 - 第8回は甲信大会（長野、山梨）、第9回 - 第16回は甲信越大会（長野、山梨、新潟）、第17回 - 第40回は信越大会（長野、新潟）を勝ち進まなければならなかった。なお、第1回大会は出場していない。

## 歴史

### 前史
- 1931年（第17回） - 「全国中等学校優勝野球甲信越大会」が山梨県の離脱により長野県・新潟県を対象とする「信越優勝野球大会」と改称。同大会の長野県予選大会としてスタートする。
  - 甲信越優勝野球大会時代までは参加各県総当りのトーナメント方式であったが当該大会から新潟県予選大会・長野県予選大会のベスト4以上が本選に進み代表を競うというシステムとなった。同大会の長野県予選大会が起源である。
  - 長野県予選大会はさらに東北信予選大会・中南信予選大会を組みそれぞれのベスト16以上が本大会に進むというシステムであったがこれは当時長野県内でくすぶっていた南北対立に配慮してであった。
- 1941年（第27回） - 戦局悪化による交通制限実施のため長野県予選大会終了時点で中止となる。ちなみにその年の長野県予選会優勝校は長野県長野商業学校。
- 1946年（第28回） - 終戦以降参加表明する学校が相次いだため長野県予選大会のシステムを再編。東信・北信・中信・南信の4予選大会のベスト16以上が本大会に進むというシステムとなる。このスタイルで復活。
- 1948年（第30回） - 学制改革の第2段階により中等学校が高等学校と改称。これにより「全国高等学校野球選手権信越大会」の長野県予選大会となる。
- 1958年（第40回） - 47都道府県1代表の記念大会。初めて長野県全高等学校総当りの長野大会が行われる。

### 正史
- 1959年（第41回） - 長野県が当該大会から1県1代表参加となる。これにより「全国高等学校野球選手権信越大会」の長野県予選大会から本大会に昇格し「全国高等学校野球選手権長野大会」と改称。4予選大会は以降長野県大会予選大会となる。
- 1963年（第45回） - 長野大会と改称してから初の全総当りの大会が行われる。
  - 記念大会としては以降1968年の第50回・1973年の第55回・1978年の第60回大会で行われる事となった。
- 1977年（第59回） - 当該大会を最後に4予選大会が廃止される。
- 1979年（第61回） - 当該大会以降全総当りが定着し現在にいたっている。
- 2020年（第102回） - 新型コロナウイルス感染症の流行で、選手権大会と全ての地方大会が中止となった事に伴う代替大会として、長野県高等学校野球連盟の主催による「2020年度夏季高等学校野球長野県大会」が実施された。原則として無観客、参加校の控え部員に限り自校の試合の観戦が認められた。

## 使用球場
- 長野オリンピックスタジアム
- 長野県営上田野球場
- 松本市野球場
- 諏訪湖スタジアム

### 過去に使用されていた球場
- 長野県営野球場（- 2012年）
- 中野市営野球場
- 小諸市南城公園野球場
- 伊那スタジアム
- 伊那市営野球場
- 長野県営飯田野球場（- 2010年）

## 大会結果
| 年度（大会）          | 校数 | 優勝校         | 決勝スコア | 準優勝校       | 備考     |
| --------------------- | ---- | -------------- | ---------- | -------------- | -------- |
| 1958年（第40回大会）  | 53   | 松商学園       | 1 - 0      | 飯田           |          |
| 1959年（第41回大会）  | 53   | 松商学園       | 5 - 2      | 桔梗ヶ原       |          |
| 1960年（第42回大会）  | 56   | 赤穂           | 3 - 1      | 長野           |          |
| 1961年（第43回大会）  | 58   | 伊那北         | 5 - 1      | 須坂商         |          |
| 1962年（第44回大会）  | 59   | 長野           | 8 - 0      | 丸子実         |          |
| 1963年（第45回大会）  | 62   | 松商学園       | 2 - 0      | 長野           |          |
| 1964年（第46回大会）  | 64   | 松商学園       | 6x - 5     | 小諸商         |          |
| 1965年（第47回大会）  | 65   | 丸子実         | 7 - 0      | 臼田           |          |
| 1966年（第48回大会）  | 66   | 塚原           | 4 - 1      | 塚原天竜       |          |
| 1967年（第49回大会）  | 66   | 松商学園       | 2x - 1     | 塚原天竜       | 延長10回 |
| 1968年（第50回大会）  | 66   | 岡谷工         | 2 - 1      | 長野           |          |
| 1969年（第51回大会）  | 66   | 松商学園       | 6 - 5      | 須坂商         |          |
| 1970年（第52回大会）  | 66   | 須坂園芸       | 5 - 0      | 岡谷南         |          |
| 1971年（第53回大会）  | 65   | 須坂商         | 4 - 1      | 長野吉田       |          |
| 1972年（第54回大会）  | 64   | 丸子実         | 3 - 1      | 松商学園       |          |
| 1973年（第55回大会）  | 65   | 丸子実         | 5 - 4      | 松商学園       |          |
| 1974年（第56回大会）  | 64   | 野沢北         | 1 - 0      | 丸子実         |          |
| 1975年（第57回大会）  | 65   | 松商学園       | 3 - 2      | 丸子実         |          |
| 1976年（第58回大会）  | 68   | 松商学園       | 5x - 4     | 松代           |          |
| 1977年（第59回大会）  | 70   | 松商学園       | 4 - 1      | 丸子実         |          |
| 1978年（第60回大会）  | 68   | 松商学園       | 4 - 0      | 南安曇農       |          |
| 1979年（第61回大会）  | 73   | 松商学園       | 11 - 3     | 松代           |          |
| 1980年（第62回大会）  | 72   | 松商学園       | 5 - 0      | 東海大三       |          |
| 1981年（第63回大会）  | 76   | 岡谷工         | 5 - 0      | 上田           |          |
| 1982年（第64回大会）  | 77   | 丸子実         | 6 - 5      | 信州工         |          |
| 1983年（第65回大会）  | 79   | 長野商         | 2 - 1      | 飯田           | 延長10回 |
| 1984年（第66回大会）  | 84   | 篠ノ井         | 5 - 4      | 丸子実         |          |
| 1985年（第67回大会）  | 88   | 丸子実         | 6 - 2      | 松代           |          |
| 1986年（第68回大会）  | 90   | 松商学園       | 7 - 1      | 長野商         |          |
| 1987年（第69回大会）  | 92   | 上田           | 4x - 3     | 丸子実         |          |
| 1988年（第70回大会）  | 95   | 上田東         | 3 - 2      | 佐久           |          |
| 1989年（第71回大会）  | 95   | 丸子実         | 5 - 4      | 岡谷南         |          |
| 1990年（第72回大会）  | 96   | 丸子実         | 14 - 2     | 信州工         |          |
| 1991年（第73回大会）  | 96   | 松商学園       | 7 - 3      | 佐久           |          |
| 1992年（第74回大会）  | 96   | 松商学園       | 5x - 4     | 佐久           |          |
| 1993年（第75回大会）  | 96   | 松商学園       | 7 - 0      | 岩村田         |          |
| 1994年（第76回大会）  | 96   | 佐久           | 5 - 2      | 松商学園       |          |
| 1995年（第77回大会）  | 95   | 佐久長聖       | 5 - 4      | 松商学園       |          |
| 1996年（第78回大会）  | 98   | 東海大三       | 3 - 1      | 諏訪清陵       |          |
| 1997年（第79回大会）  | 98   | 松商学園       | 13 - 6     | 上田西         |          |
| 1998年（第80回大会）  | 98   | 佐久長聖       | 10 - 3     | 東海大三       |          |
| 1999年（第81回大会）  | 98   | 松商学園       | 4 - 2      | 東海大三       | 延長12回 |
| 2000年（第82回大会）  | 98   | 松商学園       | 3 - 2      | 長野商         | 延長10回 |
| 2001年（第83回大会）  | 98   | 塚原青雲       | 4 - 1      | 佐久長聖       |          |
| 2002年（第84回大会）  | 98   | 佐久長聖       | 6x - 5     | 丸子実         |          |
| 2003年（第85回大会）  | 97   | 長野工         | 7 - 5      | 上田西         |          |
| 2004年（第86回大会）  | 98   | 塚原青雲       | 5 - 4      | 諏訪清陵       |          |
| 2005年（第87回大会）  | 99   | 松商学園       | 8 - 6      | 佐久長聖       |          |
| 2006年（第88回大会）  | 98   | 松代           | 12 - 10    | 佐久長聖       |          |
| 2007年（第89回大会）  | 96   | 松商学園       | 7 - 6      | 長野           |          |
| 2008年（第90回大会）  | 94   | 松商学園       | 3 - 2      | 佐久長聖       |          |
| 2009年（第91回大会）  | 94   | 長野日大       | 11 - 1     | 松本第一       |          |
| 2010年（第92回大会）  | 93   | 松本工         | 6 - 5      | 松商学園       | 延長10回 |
| 2011年（第93回大会）  | 94   | 東京都市大塩尻 | 7 - 6      | 松商学園       | 延長13回 |
| 2012年（第94回大会）  | 92   | 佐久長聖       | 8 - 1      | 松本第一       |          |
| 2013年（第95回大会）  | 89   | 上田西         | 3 - 0      | 佐久長聖       |          |
| 2014年（第96回大会）  | 87   | 佐久長聖       | 10 - 9     | 長野商         |          |
| 2015年（第97回大会）  | 86   | 上田西         | 2x - 1     | 佐久長聖       | 延長10回 |
| 2016年（第98回大会）  | 84   | 佐久長聖       | 6 - 2      | 松商学園       |          |
| 2017年（第99回大会）  | 85   | 松商学園       | 5 - 4      | 佐久長聖       |          |
| 2018年（第100回大会） | 85   | 佐久長聖       | 4 - 3      | 上田西         |          |
| 2019年（第101回大会） | 84   | 飯山           | 5x - 4     | 伊那弥生ヶ丘   | 延長10回 |
| 2020年（独自大会）    | 78   | 佐久長聖       | 9 - 0      | 飯山           |          |
| 2021年（第103回大会） | 77   | 松商学園       | 7 - 2      | 長野日大       |          |
| 2022年（第104回大会） | 76   | 佐久長聖       | 7 - 1      | 東京都市大塩尻 |          |
| 2023年（第105回大会） | 72   | 上田西         | 7 - 6      | 松商学園       |          |
| 2024年（第106回大会） | 73   | 長野日大       | 9 - 0      | 長野俊英       |          |
| 2025年（第107回大会） | 71   | 松商学園       | 3 - 1      | 佐久長聖       |          |

- 参加校数は日本高野連の発表に基づき連合チームを1校としてカウント。

## 放送体制
- NHK長野放送局（テレビは決勝・ラジオは準決勝から中継、2024年までテレビ・ラジオとも準決勝から中継、2018年までラジオは準々決勝から中継。2021年の決勝は東京オリンピックの開会式が始まる前に行われたこともありテレビは総合テレビとEテレとのリレー中継、ラジオはラジオ第1とFMとのリレー中継で放送した）
- 長野朝日放送（3回戦より中継、民間放送による中継の詳細や歴史は燃えろ青春!つかめ甲子園を参照）
- SBCラジオ（決勝戦のみを中継）
- エフエム佐久平（2013年から地元校の試合を県内各地の球場から生中継）
- 飯田エフエム放送（2016年から2024年まで飯田下伊那の高校7校の試合を生中継）[1]
- 一部のケーブルテレビ局ではエリア内の高校の試合を録画中継する。エルシーブイ（諏訪地域）、テレビ松本、佐久ケーブルテレビ、では自主放送チャンネルにて1・2回戦→4回戦まで生中継（対象球場：松本、諏訪湖、長野県営→長野オリンピックスタジアム、上田）、地元チームが対戦した試合を夜に放送している（3回戦→準々決勝以降は録画中継のみ）。長野朝日放送で流れるダイジェストにも中継映像が使用され、左上に「提供：長野県CATV」のテロップが入る。
- 2017年から長野朝日放送ホームページ及び「バーチャル高校野球」内で全試合を生中継する[2]。中継映像には長野朝日放送とケーブルテレビ制作のものが使われる。